# Perizoma illimitata
Perizoma illimitata là một loài bướm đêm trong họ Geometridae.